# Ryu Hyun-kyung
Ryu Hyun-kyung (* 10. März 1983 in Masan, Südkorea) ist eine südkoreanische Schauspielerin.

## Leben
Ryu Hyun-kyung wurde am 10. März 1983 in Masan (Gyeongsangnam-do) geboren. Sie hat eine Schwester. Ryu studierte „Theater und Film“ an der Hanyang University. Ihr Schauspieldebüt gab sie 1996 im Alter von 12 Jahren als junges Pendant der Protagonistin in der SBS-Serie Oxtail Soup. 2010 erhielt sie viel Aufmerksamkeit durch ihre Nebenrollen in dem erotischen Historienfilm The Servant sowie in den romantischen Komödien Cyrano Agency und Petty Romance. Darauf folgten Hauptrollen in Mama (2011), Two Weddings and a Funeral (2012) und Miss Cherry’s Love Puzzle (2013).
2014 spielte sie eine Nebenrolle in dem Thriller Office. Darin spielt sie die Leiterin einer Abteilung, aus der ein Mitarbeiter plötzlich seine Familie tötet und verschwindet.
Außerdem hat sie einige Kurzfilme und Musikvideos als Regisseurin gedreht.

## Filmografie

### Filme

#### Als Schauspielerin
- 1997: Deep Blue (깊은 슬픔 Gipeun Seulpeum)
- 1998: City of the Rising Sun (태양은 없다 Taeyang-eun Eopda)
- 1999: Mayonnaise (마요네즈 Mayonejeu)
- 2000: Truth Game (진실게임 Jinsil Game)
- 2000: Bichunmoo (비천무)
- 2002: Pencase Freefall Test (Kurzfilm)
- 2002: Marriage Is a Crazy Thing (결혼은 미친 짓이다 Gyeolhon-eun Michin Jisida)
- 2003: Through the Night
- 2003: Righteous Battle
- 2003: My Wife Is a Gangster 2 (조폭 마누라 2 – 돌아온 전설 Jopeuk Manura 2 – Doraon Jeonseol)
- 2003: North Korean Guys (동해물과 백두산이 Donghaemul-gwa Baekdusan-i)
- 2006: Slow Food, Fast Food (Kurzfilm)
- 2008: The Divine Weapon (신기전 Singijeon)
- 2009: Thirsty, Thirsty
- 2010: The First Love Series
- 2010: The Servant (방자전 Bangja-jeon)
- 2010: Cyrano Agency (시라노; 연애조작단 Cyrano; Yeonaejojakdan)
- 2010: Petty Romance (째째한 로맨스 Jjaejjaehan romaenseu)
- 2010: Heart Robber (Kurzfilm)
- 2011: Mama (마마)
- 2011: Goodbye Boy (굿바이 보이 Gutbai boi)
- 2011: Smile Bus (Kurzfilm)
- 2011: Departure (Kurzfilm)
- 2012: Two Weddings and a Funeral (두 번의 결혼식과 한 번의 장례식 Du beonui gyeolhonsikgwa han beonui jangnyesik)
- 2013: How to Use Guys with Secret Tips (남자사용설명서 Namja Sayong Seolmyeongseo)
- 2013: Born to Sing (전국노래자랑 Jeonguk Noraejarang)
- 2013: Miss Cherry’s Love Puzzle
- 2014: Manshin: Ten Thousand Spirits (만신 Mansin)
- 2014: The Road Called Life – Stimme, Animationsfilm
- 2014: Jeboja (제보자)
- 2015: Intimate Enemies (나의 절친 악당들 Na-ui Jeonchin Akdang-deul)
- 2015: Office (오피스 Opiseu)
- 2015: Three Summer Nights (쓰리 썸머 나잇 Sseuri sseommeo nait)
- 2015: You Call It Passion (열정 같은 소리 하고 있네 Yeoljeong gateun sori hago inne)

#### Als Regisseurin
- 2009: Kwang-tae’s Basic Story
- 2010: Heart Robber (Kurzfilm, auch Drehbuch)
- 2011: Musikvideo zum Lied Rainy Season von Jung-in
- 2013: Musikvideo zum Lied Those Obvious Words von Jung-in
- 2013: Trailer: Asiana International Short Film Festival

### Fernsehserien
- 1996: Oxtail Soup – Gomtang (곰탕, SBS)
- 1999: Hakgyo 2 (학교 2, KBS)
- 1999: Wangjo (왕초, MBC)
- 2000: Dangsin-ttaemune (당신때문에, MBC)
- 2002: Drama City – Hong – Deurama-siti Hong (드라마시티 – 홍, KBS)
- 2003: Muin Sidae (무인시대, KBS)
- 2004: Danpatppang (단팥빵, MBC)
- 2005: Kim Yakguk-ui Ttal-deul (김약국의 딸들, MBC)
- 2005: Oneul Bam Jip-e Gajima (오늘밤 집에 가지마, KBS)
- 2006: Angaesijeonggeori (안개시정거리, KBS)
- 2006: Miss Kim-ui Bumerang – Miseu Gim-Ui bumerang (미스김의 부메랑, MBC)
- 2006: Ildan Ttwieo (일단 뛰어, KBS)
- 2008: Pyeonuijeom Seupgyeoksageon (편의점습격사건, Channel CGV)
- 2008: Tterua (떼루아, SBS)
- 2011: Simya-Byeongwon (심야병원, MBC)
- 2012: Dorongnyong Dosawa Geurimja Jojakdan (도롱뇽 도사와 그림자 조작단, SBS)
- 2012: Masitneun Insaeng (맛있는 인생, SBS)
- 2013: Empress Ki –  Gi Hwanghu (기황후, MBC)
- 2013: Kkeunjilgin Gippeum (끈질긴 기쁨, KBS)
- 2015: Naeil-eun Hyanghae Ttwieora (내일을 향해 뛰어라, SBS)
- 2015: The Lover – Deo reobeo (더 러버, Mnet)
- 2015: Oh My Ghost – O Na-ui Gwisin-nim (오 나의 귀신님, tvN)
- 2016: Master – Guksu-ui Sin (마스터 – 국수의 신, KBS)